# Структурна група Ассура
Структу́рна гру́па Ассу́ра (у народі просто гру́па Ассу́ра) — це створений лише рухомими ланками механізма кінематичний ланцюг, рухомість якого дорівнює нулю.
Група названа ім'ям Леоніда Володимировича Ассура (1878—1920), який і розробив методику їх створення.

## Класификація груп Ассура
Групи Ассура поділяються на класи та порядки.
- Клас групи Ассура визначається класом найвищого контуру, який входить до неї.
- Порядок групи Ассура визначається за числом кінематичних пар, якими вона кріпится до механізма.